# Каменец (озеро)
Ка́менец — озеро в муниципальном образовании «Пушкиногорье» Пушкиногорского района Псковской области.
Относится к озёрам холмисто-моренной полосы. Площадь — 0,8 км² (86,8 га). Максимальная глубина — 6,0 м, средняя глубина — 4 м.
На юго-восточном берегу озера расположена деревня Каменец. С северо-восточной стороны впадает река Луговка. С юго-западной стороны Луговка вытекает из озера, где её пересекает автомобильная дорога регионального значения Р58 Новгородка — Локня.
Озеро слабопроточное. Относится к бассейну реки Великой.
Тип озера плотвично-окуневый. Массовые виды рыб: щука, плотва, окунь, карась, ёрш, линь, лещ, краснопёрка, густера, налим, язь, уклея.
Для озера характерно: крутые берега, местами заболоченные, луга, поля. Илистое дно в центре, в литорали песок, заиленный песок, камни.